# Limnaecia polycydista
Limnaecia polycydista là một loài bướm đêm thuộc họ Cosmopterigidae. Nó được tìm thấy ở Úc.